# Bactrocera maculata
Bactrocera maculata
 es una especie de insecto díptero que Perkins describió por primera vez en 1938. Bactrocera maculata pertenece al género Bactrocera de la familia Tephritidae.  